# Llindar d'emmascarament
El llindar d'emmascarament, dins de l'acústica, branca de la física que tracta temes com la vibració, el so, els ultrasons i els infrasons, és el mínim nivell de pressió sonora (SPL) que ha de tenir un senyal acústic perquè sigui audible en presència d'un so emmascarant. Està relacionat tant amb la freqüència del senyal acústic com amb les característiques del so emmascarador i emmascarat.
El seu ús principal recau en el camp del processament de senyal, encara que també aporta avantatges importants en la transmissió de senyal. Un clar exemple en el qual s'empra és en la codificació d'àudio, on s'evita codificar informació no perceptible per l'orella humana. D'aquesta manera s'assoleix una major compressió i, conseqüentment, un estalvi de memòria i de recursos en la transmissió. És el que s'anomena codificació perceptual.

## Principis
El llindar d'emmascarament es determina mitjançant un processament perceptual. Amb les mostres del senyal es calcula una sèrie de coeficients segons les característiques de l'emmascarament temporal i de l'emmascarament freqüencial. Això implica que per certes bandes de freqüència s'obtenen tons en el mateix instant de temps, és a dir, que en una mateixa freqüència existeix més d'un senyal emmascarador. Aquest és el principi que permet l'estudi del llindar d'emmascarament global.

### Càlcul
Primer es quantifiquen les mostres del senyal d'àudio amb la Transformada Ràpida de Fourier (FFT) d'uns 512 o 1024 punts. D'aquesta manera obtenim un espectre d'alta resolució del senyal.
A continuació es calculen els llindars individuals en funció del nivell de senyal, el tipus de senyal emmascarador (tant del mateix senyal com soroll) i la banda de freqüències en la que es troba (s'ha de tenir en compte les limitacions en freqüència de l'orella humana, que només percep estímuls sonors entre els 20 Hz i els 20 kHz aproximadament).
Tot seguit, se sumen tots els llindars i s'afegeix el llindar de tranquil·litat o de silenci, assegurant-se que el llindar d'emmascarament total no està mai per sota d'aquest últim.
Finalment es calcula el SMR (relació senyal - llindar d'emmascarament). Aquesta última operació és pròpia en la codificació d'àudio.
La següent figura mostra el cas de tenir un to a 1 kHz. (Gràfica referent la potència del so (SPL, sound power level) segons la freqüència). Podem observar el llindar de tranquil·litat o silenci sota del qual cap so serà perceptible. Ara bé, al sobreposar el to, aquest nivell varia al voltant de la freqüència central de l'emmascarador (el llindar d'emmascarament). S'observa que un possible so a 0,3 kHz, queda totalment emmascarat. En canvi, el so a 3 kHz té potència suficient perquè el to emmascarador no l'amagui.

## Aplicacio
Una aplicació del llindar d'emmascarament es troba en el camp de la codificació d'àudio. MPEG l'utilitza en el seu esquema en el bloc denominat model psicoacústic. Aquest bloc comunica el banc de filtres de les mostres i el bloc de quantificació del senyal.

### El model psicoacústic
El bloc anomenat model psicoacústic és l'encarregat d'analitzar les mostres que provenen del banc de filtres. Per a cada banda de freqüències calcula el nivell d'emmascarament utilitzant la FFT tal com s'ha comentat anteriorment. El nombre de punts de la transformada depèn de la capa de MPEG en la que s'està treballant. El SMR resultant és el valor que es passa al quantificador. Aquest és l'encarregat d'assignar més o menys bits al bloc freqüencial segons el SMR. Per un bloc freqüencial amb un nivell de SMR alt es codifica amb més bits. En canvi, el bloc amb menor SMR es codifica amb menys bits.

## Conclusió
En definitiva, el càlcul del llindar d'emmascarament s'utilitza en certs còdecs d'àudio. Permet utilitzar menys bits, ja que no es codifiquen mostres que són inaudibles per l'orella humana. En conseqüència, es redueix la mida de l'arxiu d'àudio i per tant, s'aconsegueix una millor compressió.